# Thérèse d'Oldenbourg
Thérèse Wilhelmine Olga Frédérique d'Oldenbourg (30 mars 1852-19 avril 1883) est la plus jeune fille du duc Pierre Gueorguievitch d'Oldenbourg et de son épouse la princesse Thérèse de Nassau-Weilbourg. 

## Biographie
Le grand-père de Thérèse avait épousé la grande-duchesse Catherine Pavlovna, fille de Paul Ier de Russie, et leurs descendants étaient restés en Russie et étaient complètement "russisés", comme la propre famille de son mari. Ainsi, malgré son titre allemand, Thérèse, comme ses frères et sœurs et leur père avant eux, avait grandi en Russie. Thérèse et toute la fratrie ont toujours été considérés comme faisant partie de la famille impériale russe. 
Le 12 mai 1879, Thérèse épouse le prince Georges Maximilianovitch de Leuchtenberg (1852-1912), le plus jeune fils de Maximilien de Leuchtenberg et de son épouse la grande-duchesse Maria Nikolaïevna de Russie. Le frère aîné de Thérèse, le duc Alexandre, est marié à la sœur de Georges, la princesse Eugénie Maximilianovna, depuis 1868. Par la mort ou les mariages morganatiques de ses frères aînés, George est le chef de la branche russe de la maison de Beauharnais. Diverses sources attribuent à George une belle apparence mais le qualifient de "personne stupide", cette réputation est due à sa deuxième épouse, la princesse Anastasia de Monténégro, qui, lors de son divorce, a déclaré vouloir le quitter car elle ne pouvait plus vivre avec un homme d'une "stupidité intolérable". 
Le couple a un fils, Alexandre Georgevitch de Leuchtenberg (13 novembre 1881 - 26 septembre 1942), aide de camp de l'empereur Nicolas II. 
La duchesse Thérèse meurt le 19 avril 1883 à Saint-Pétersbourg. Six ans après sa mort, George se remarie à la princesse Anastasia de Monténégro.         

## Titulature et distinctions

### Titulature
- 30 mars 1852 - 12 mai 1879 : Son Altesse Impériale la duchesse Thérèse Petrovna d'Oldenbourg
- 12 mai 1879 - 19 avril 1883 : Son Altesse Impériale la princesse Thérèse Petrovna Romanovskaya, duchesse de Leuchtenberg

### Distinctions
- 26 décembre 1882 : dame grand-croix de l'ordre de Sainte-Catherine

## Galerie

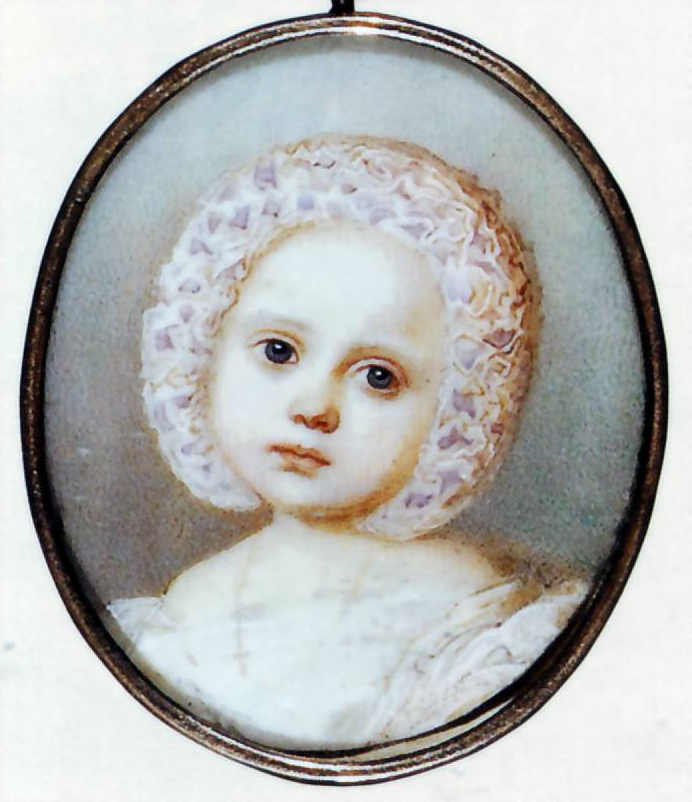
Thérèse d'Oldenbourg en 1853.
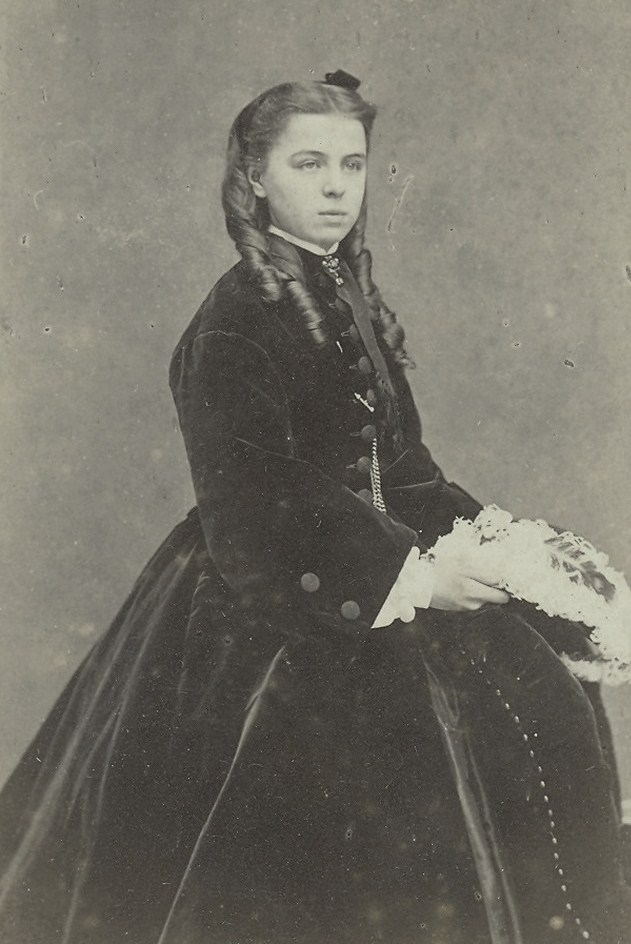
Thérèse d'Oldenbourg dans les années 1860.
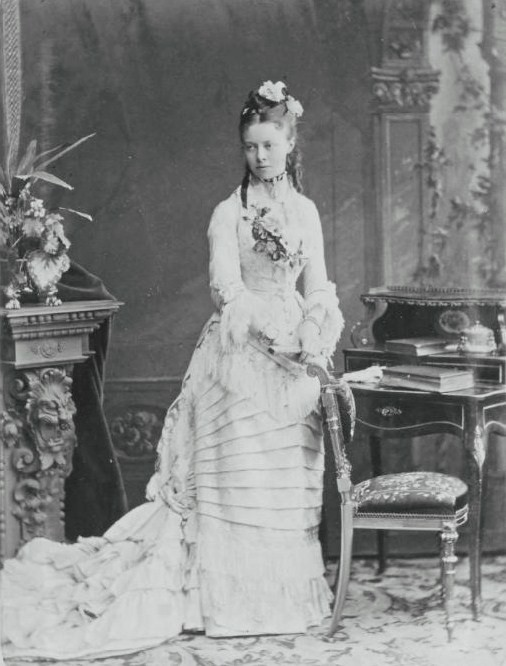
Thérèse d'Oldenbourg en 1876.
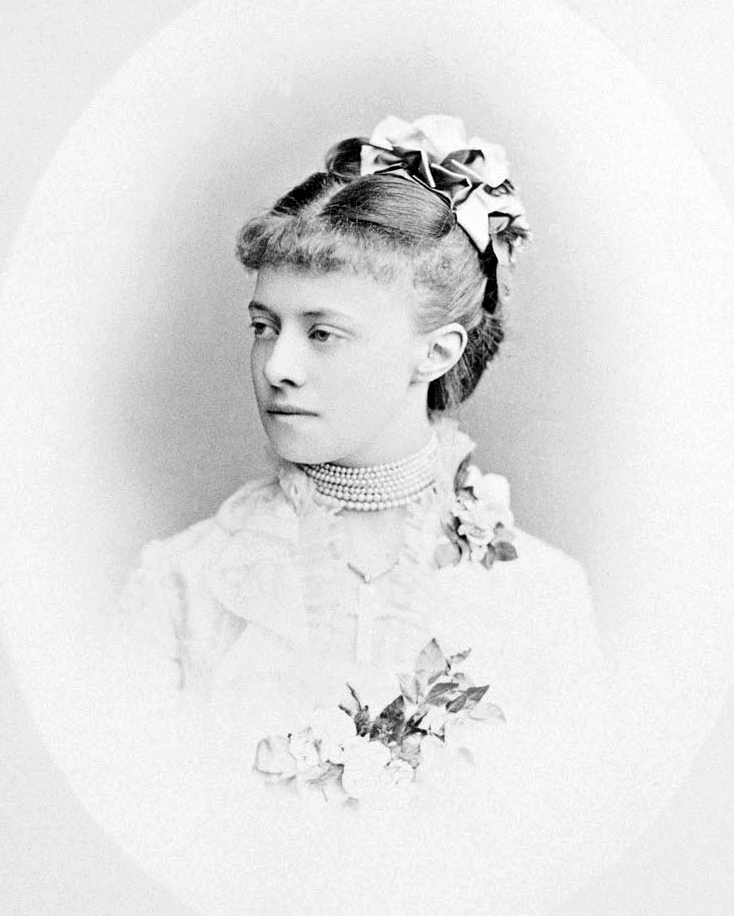
Thérèse d'Oldenbourg en 1880.